# Arenor vid olympiska sommarspelen 2016

Karta över de fyra områden i Rio de Janeiro där arenorna ligger.

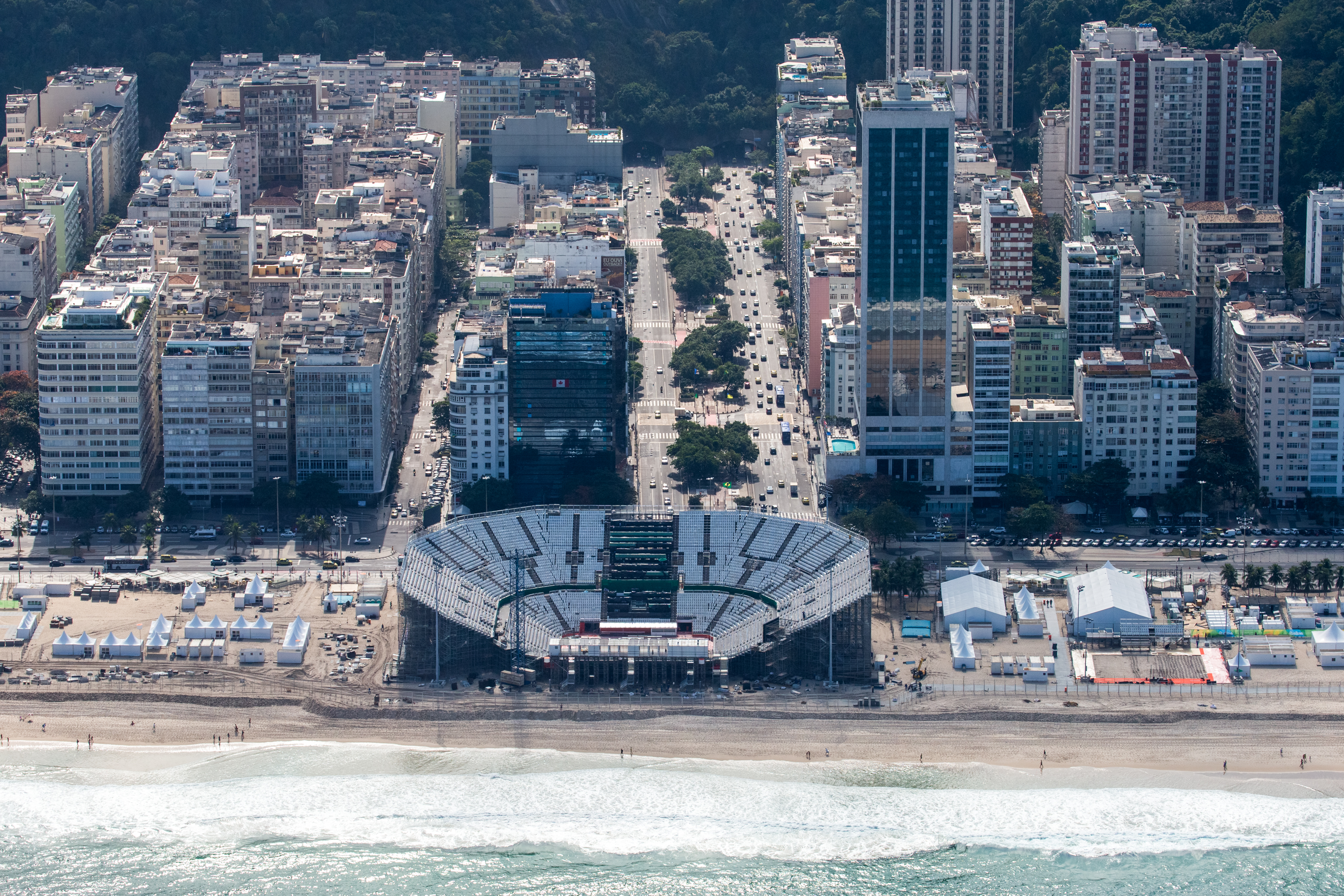
Copacabana arena där beachvolleyboll avgörs.

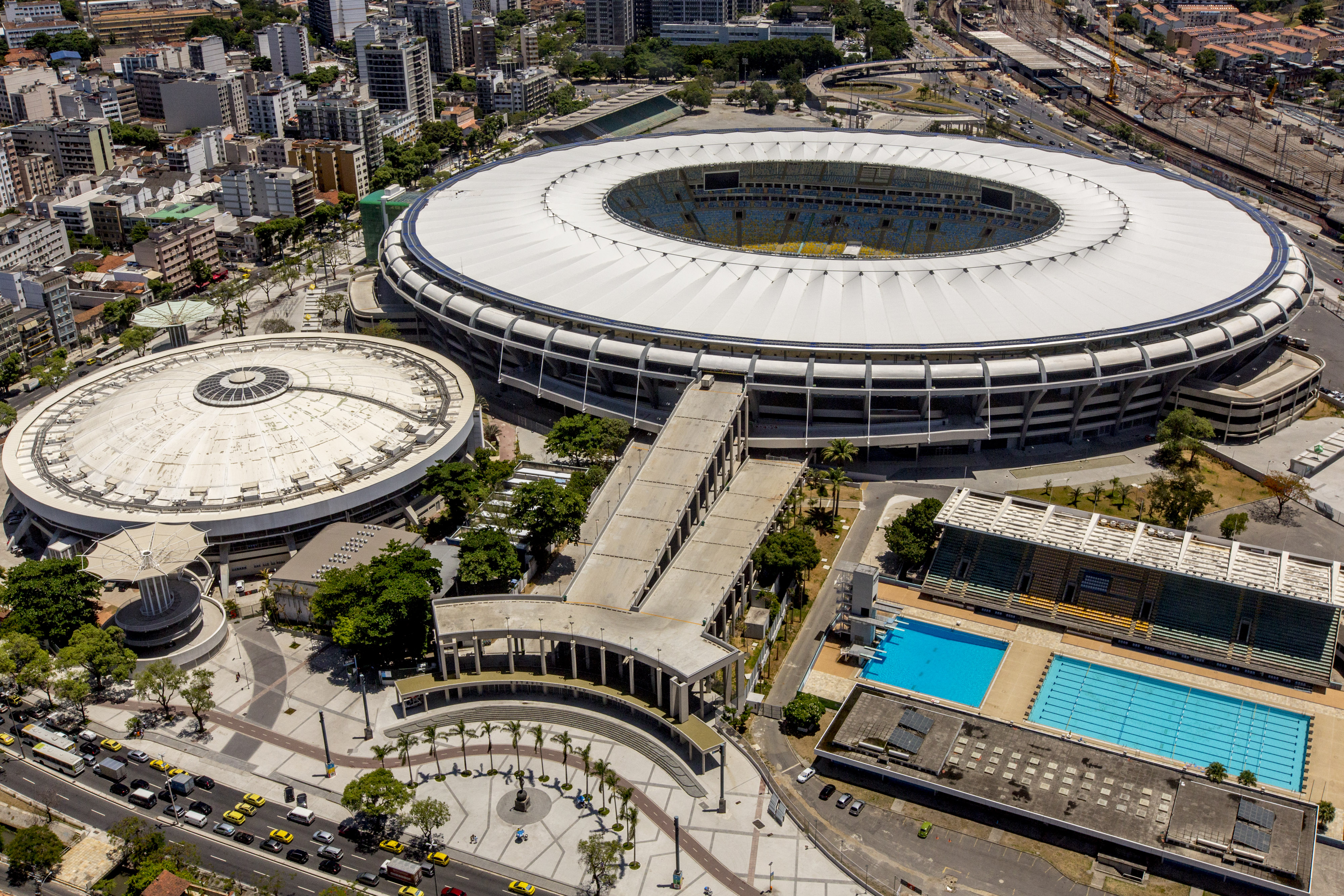
På Maracanãstadion (till höger) hålls bland annat invignings- och avslutningsceremonin. Till vänster syns Ginásio do Maracanãzinho.

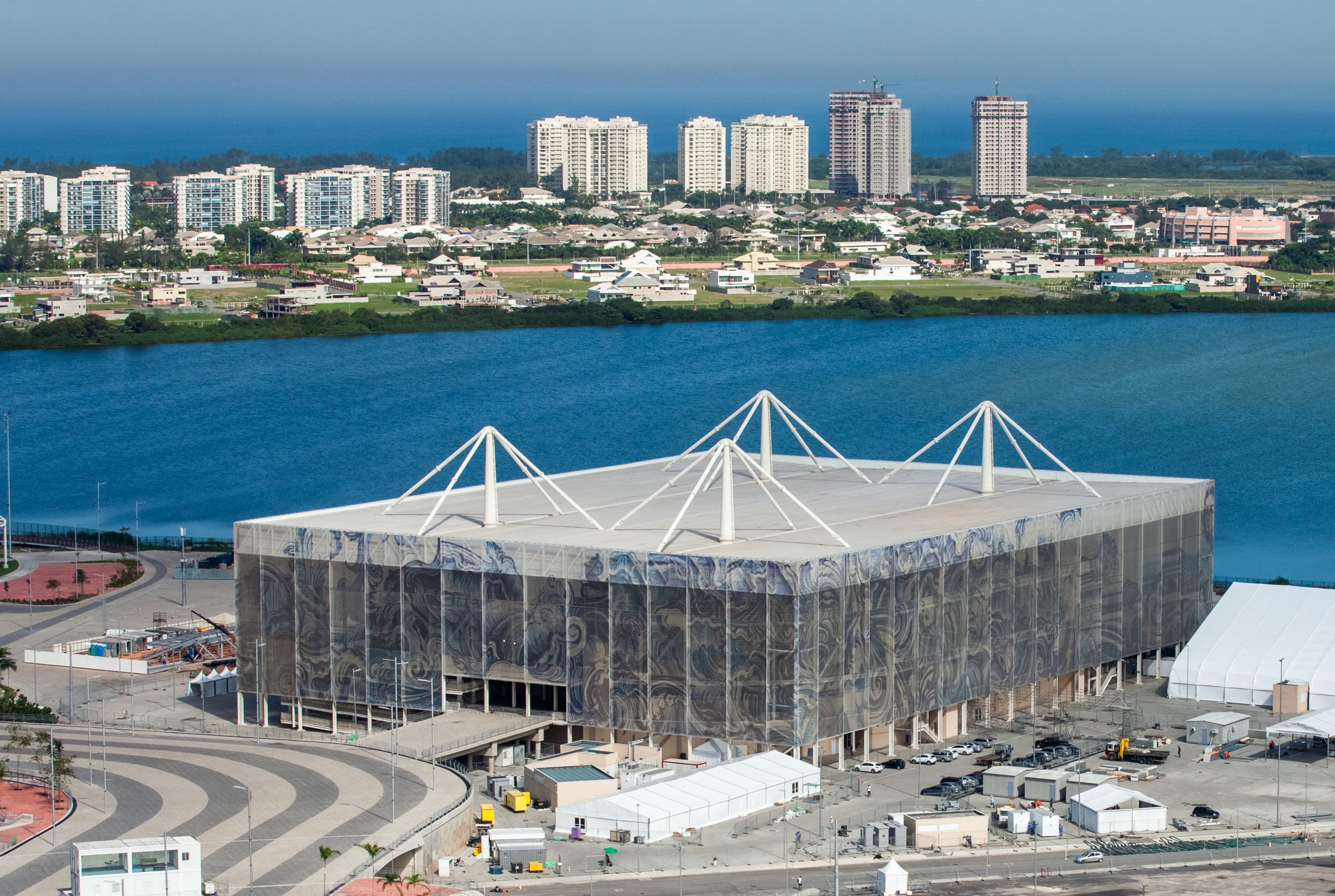
Estádio Aquático Olímpico där simning och vattenpolo avgörs.

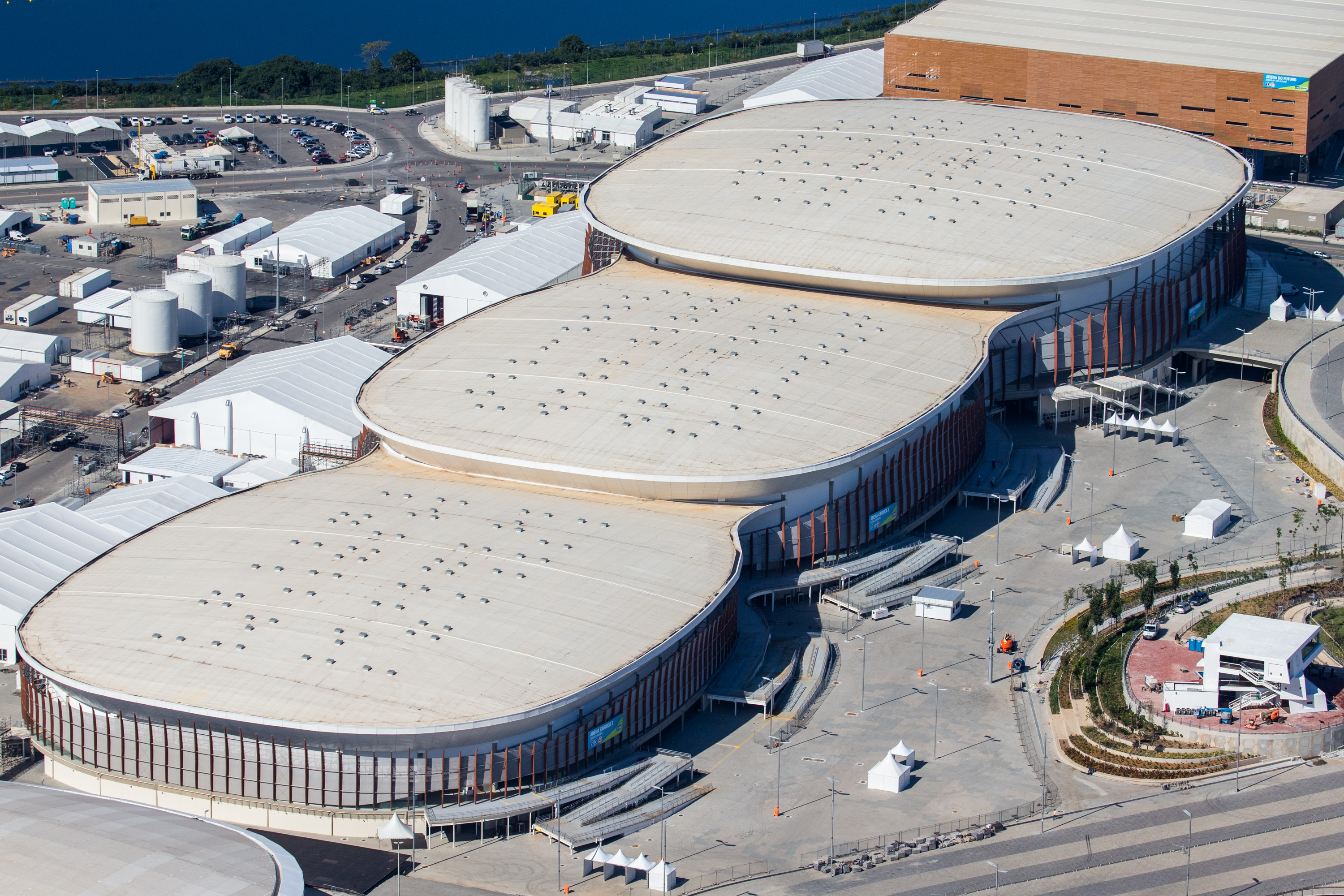
Komplexet med Carioca Arena 3, 2 och 1 från vänster.

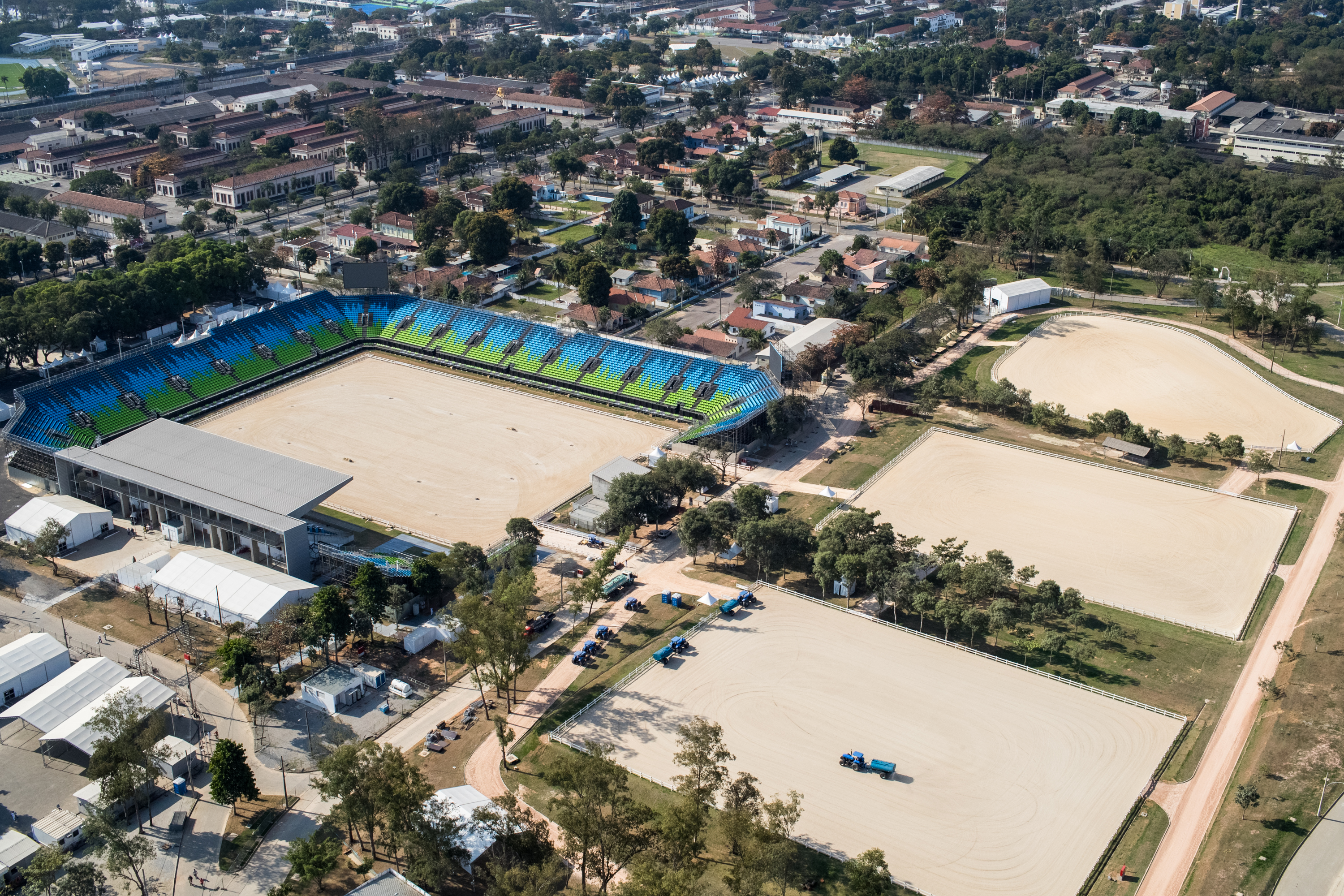
Anläggningen för tävlingarna i ridsport, Centro Olímpico de Hipismo.

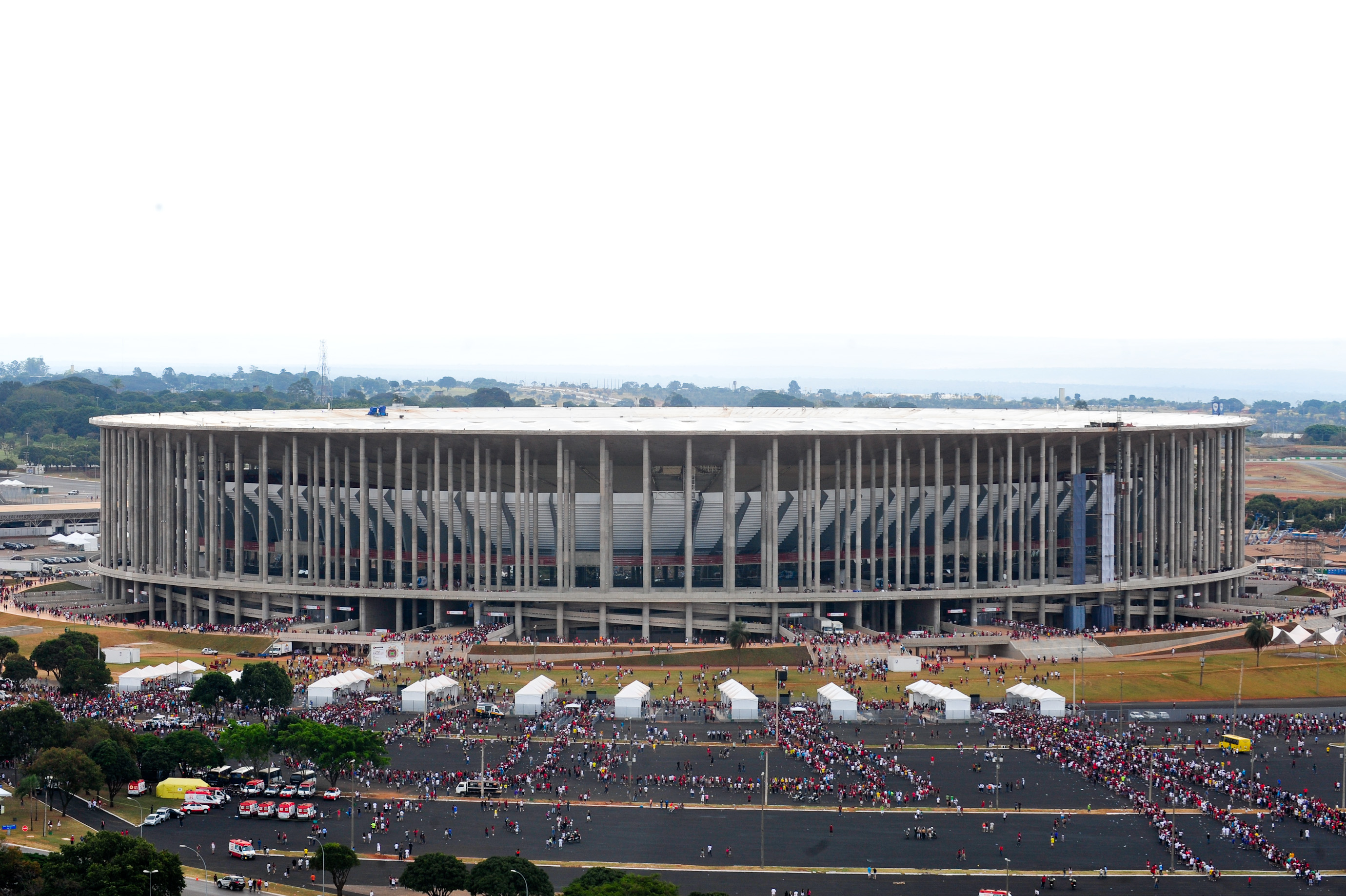
På Estádio Nacional Mané Garrincha i Brasília spelas ett antal matcher i fotboll.

Arenorna vid olympiska sommarspelen 2016 utgörs i huvudsak av fyra olika anläggningsområden i Rio de Janeiro – Copacabana, Maracanã, Deodoro och Barra da Tijuca. Arenan med högst kapacitet är Maracanãstadion med 90 000 sittplatser där bland annat invigningen och avslutningen anordnas. Det är första gången sedan Olympiska sommarspelen 1900 som ceremonierna inte hålls på samma arena som tävlingarna i friidrott. 
Fotbollsmatcherna avgörs på arenor även i andra städer runt om i Brasilien.

## Lista
| Område          | Arena                            | Sporter/idrotter/evenemang                 |
| --------------- | -------------------------------- | ------------------------------------------ |
| Copacabana      | Marina da Glória                 | Segling                                    |
| Copacabana      | Copacabana arena                 | Beachvolleyboll                            |
| Copacabana      | Lagoa Rodrigo de Freitas         | Rodd                                       |
| Copacabana      | Lagoa Rodrigo de Freitas         | Kanot (sprint)                             |
| Copacabana      | Copacabanafortet                 | Öppet vatten-simning                       |
| Copacabana      | Copacabanafortet                 | Cykling (landsväg, linjelopp)              |
| Copacabana      | Copacabanafortet                 | Triathlon                                  |
| Maracanã        | Maracanãstadion                  | Fotboll                                    |
| Maracanã        | Maracanãstadion                  | Invigningsceremoni                         |
| Maracanã        | Maracanãstadion                  | Avslutningsceremoni                        |
| Maracanã        | Estádio Olímpico João Havelange  | Fotboll                                    |
| Maracanã        | Estádio Olímpico João Havelange  | Friidrott                                  |
| Maracanã        | Ginásio do Maracanãzinho         | Volleyboll                                 |
| Maracanã        | Sambódromo da Marquês de Sapucaí | Bågskytte                                  |
| Maracanã        | Sambódromo da Marquês de Sapucaí | Maraton (start och mål)                    |
| Barra da Tijuca | Centro Olímpico de Tênis         | Tennis                                     |
| Barra da Tijuca | Riocentro                        | Boxning                                    |
| Barra da Tijuca | Riocentro                        | Bordtennis                                 |
| Barra da Tijuca | Riocentro                        | Badminton                                  |
| Barra da Tijuca | Riocentro                        | Tyngdlyftning                              |
| Barra da Tijuca | Estádio Aquático Olímpico        | Simning                                    |
| Barra da Tijuca | Estádio Aquático Olímpico        | Vattenpolo                                 |
| Barra da Tijuca | Campo Olímpico de Golfe          | Golf                                       |
| Barra da Tijuca | Pontal                           | Cykling (landsväg, tempolopp)              |
| Barra da Tijuca | Pontal                           | Gång                                       |
| Barra da Tijuca | Rio Olympic Velodrome            | Cykling (bana)                             |
| Barra da Tijuca | Arena Olímpica do Rio            | Gymnastik                                  |
| Barra da Tijuca | Maria Lenk Aquatic Center        | Simhopp                                    |
| Barra da Tijuca | Maria Lenk Aquatic Center        | Konstsim                                   |
| Barra da Tijuca | Maria Lenk Aquatic Center        | Vattenpolo                                 |
| Barra da Tijuca | Carioca Arena 1                  | Basket                                     |
| Barra da Tijuca | Carioca Arena 2                  | Judo                                       |
| Barra da Tijuca | Carioca Arena 2                  | Brottning                                  |
| Barra da Tijuca | Carioca Arena 3                  | Fäktning                                   |
| Barra da Tijuca | Carioca Arena 3                  | Taekwondo                                  |
| Barra da Tijuca | Arena do Futuro                  | Handboll                                   |
| Deodoro         | Centro de Mountain Bike          | Cykling (mountainbike)                     |
| Deodoro         | Centro Olímpico de Tiro          | Skytte                                     |
| Deodoro         | Estádio de Deodoro               | Rugby                                      |
| Deodoro         | Estádio de Deodoro               | Modern femkamp (hoppning, skytte, löpning) |
| Deodoro         | Centro Aquático de Deodoro       | Modern femkamp (simning)                   |
| Deodoro         | Centro Olímpico de Hipismo       | Ridsport                                   |
| Deodoro         | Centro Olímpico de BMX           | Cykling (BMX)                              |
| Deodoro         | Estádio de Canoagem Slalom       | Kanot (slalom)                             |
| Deodoro         | Centro Olímpico de Hóquei        | Landhockey                                 |
| Deodoro         | Arena da Juventude               | Basket                                     |
| Deodoro         | Arena da Juventude               | Modern femkamp (fäktning)                  |

### Arenor utanför Rio de Janeiro
| Ort            | Arena                              | Sporter |
| -------------- | ---------------------------------- | ------- |
| Belo Horizonte | Estádio Governador Magalhães Pinto | Fotboll |
| Brasília       | Estádio Nacional Mané Garrincha    | Fotboll |
| Manaus         | Arena Amazônia                     | Fotboll |
| Salvador       | Arena Fonte Nova                   | Fotboll |
| São Paulo      | Arena Corinthians                  | Fotboll |